# Dave Swarbrick
David Cyril Eric Swarbrick, detto Dave (Londra, 5 aprile 1941 – Londra, 3 giugno 2016), è stato un violinista e chitarrista britannico di genere folk.

## Biografia
Crebbe a Birmingham dove imparò i rudimenti del violino da un musicista locale, e frequentò il Birmingham College of Art (ora parte del Birmingham Institute of Art and Design) verso la fine degli anni cinquanta. Si unì come chitarrista alla Beryl Marriot's Ceilidh Band a Birmingham, ma Beryl lo incoraggiò a riprendere a suonare il violino.
Nel 1960, Swarbrick si unì alla Ian Campbell Folk Group. Nel 1966 formò un duetto con Martin Carthy e la coppia ebbe un discreto impatto sulla scena folk dell'epoca. Nel 1969 si unì al gruppo electric folk Fairport Convention. Nel 1973 collaborò alla stesura dell'album "Past, Present, & Future" di Al Stewart con il suo mandolino.
Nel 1984 Swarbrick fondò gli Whippersnapper, un gruppo che divenne famoso per la sua abilità acustica. Nel 1989 decide di dedicarsi di nuovo alla carriera solista e riformò il famoso duetto con Martin Carthy.
Nel 1993 Swarbrick si trasferì in Australia ed iniziò una collaborazione con Alistair Hulett. Tornato in Inghilterra nel 1996, cominciò a lavorare con Kevin Dempsey, a cui poi si unirono Martin Carthy e Alistair Hulett in tempi più recenti.
La vicenda di Swarbrick causò un notevole imbarazzo al quotidiano inglese The Daily Telegraph quando, nel 1999, sulle loro pagine apparve un annuncio di cordoglio per il musicista, che era stato ricoverato in ospedale con un'infezione al torace. In realtà, Swarbrick non era affatto morto: dopo molti anni di alti e bassi nella sua salute dovuti ad un grave enfisema, nell'ottobre 2004 ebbe la fortuna di ricevere un doppio trapianto di polmoni. La sua salute migliorò notevolmente e dopo diversi mesi Swarbrick venne dimesso dall'ospedale, dopo essere stato confinato su una sedia a rotelle per parecchi anni.

### Anni recenti
Nel 2006 Swarbrick ha fatto una tournée con l'ex membro dei Fairport Convention Maartin Allcock e Kevin Dempsey con il nome di Swarb's Lazarus, suonando anche al Cropredy Festival. Nel 2007 è apparso allo stesso festival con la formazione originaria dei Fairport Convention, con Chris While al posto di Sandy Denny.

## Premi
- 2003
  - "Gold Badge" dalla English Folk Dance and Song Society
  - "Gold Badge of Merit" dalla British Academy of Composers and Songwriters
- 2004
  - Lifetime Achievement Award ai BBC Radio 2 Folk Awards
- 2007
  - Premio "Best Duo" per Dave Swarbrick e Martin Carthy ai BBC Radio 2 Folk Awards

## Discografia
Come solista o co-solista 
- 1967 - Rags, Reels & Airs (Bounty Records, BY 6030) a nome Dave Swarbrick with Martin Carthy & Diz Disley
- 1968 - But Two Came By.... (Fontana Records, STL 5477) a nome Martin Carthy & Dave Swarbrick
- 1969 - Prince Heathen (Fontana Records, STL 5529) a nome Martin Carthy and Dave Swarbrick
- 1971 - Selections (Pegasus Records, PEG 6) Raccolta, a nome Martin Carthy and Dave Swarbrick
- 1976 - Swarbrick (Transatlantic Records, TRA 337)
- 1977 - Swarbrick 2 (Transatlantic Records, TRA 341)
- 1978 - Lift the Lid and Listen (Sonet Records, SNTF 763)
- 1978 - The Ceilidh Album (Sonet Records, SNTF 764) a nome Dave Swarbrick & Friends
- 1981 - Smiddyburn (Logo Records, Logo 1029)
- 1982 - Live at the White Bear (White Bear Records, WBR 001 S) a nome Dave Swarbrick & Simon Nicol
- 1983 - Flittin' (Spindrift Records, SPIN 001)
- 1984 - Close to the Wind (Woodworm Records, WR006) a nome Dave Swarbrick & Simon Nicol
- 1986 - When the Battle Is Over (Conifer Records, CFRC 528) Raccolta
- 1990 - Life and Limb (Special Delivery Records, SPCD 1030) a nome Martin Carthy & Dave Swarbrick
- 1992 - Skin + Bone (Special Delivery Records, SPCD 1046) a nome Martin Carthy + Dave Swarbrick
- 1996 - Folk on 2: Dave Swarbrick and Fairport Convention (Cooking Vinyl Records, MASH CD 001) a nome Dave Swarbrick and Fairport Convention
- 1998 - The Cold Grey Light of Dawn (Musicfolk Records, MFCD 513) a nome Alistair Hulett & Dave Swarbrick
- 1998 - Live at Jacskons Lane (Musicfolk Records, MFCD 514)
- 1999 - SwarbAid - Live at Birmingham Symphony Hall, March 6, 1999 (Woodworm Records, WRCD 032) a nome Dave Swarbrick with Fairport Convention
- 2000 - Both Ears and the Tail - Live at the Folkus Folk Club 1966 (Atrax Records, ATRAX RECS 002) a nome Martin Carthy and Dave Swarbrick
- 2001 - In the Club (Atrax Records, ATRAX RECS 004) a nome Dave Swarbrick & Simon Nicol
- 2002 - Red Clydeside (Red Rattler Records, RATCD 005) a nome Alistair Hulett & Dave Swarbrick
- 2002 - Another Fine Mess - Live in New York '84 (Atrax Records, ATRAXCD 005) a nome Dave Swarbrick & Simon Nicol
- 2003 - Swarb! (Free Reed Records, FRQCD 45) Raccolta, 4 CD
- 2003 - English Fiddler (Naxos World Records, 76045-2)
- 2004 - It Suits Me Well (Castle Music Records, CMDDD 933) Raccolta, 2 CD
- 2006 - Straws in the Wind (Topic Records, TSCD 556) a nome Martin Carthy & Dave Swarbrick
- 2010 - Raison d'être (Shirty Records, SHIRTY 1)
- 2010 - When We Were Very Young (Talking Elephant Records, TECE 165) a nome Dave Swarbrick & Simon Nicol, 2 CD
- 2011 - Walnut Creek (Fellside Records, FECD 243) a nome Martin Carthy & Dave Swarbrick
- 2011 - Dave Swarbrick (BGO Records, BGOCD 979) 2 CD
- 2014 - Lion Rampant (Shirty Records, SHIRTY 4) a nome Wilson & Swarbrick

 Con The Ian Campbell Folk Group 
- 1962 - Ceilidh at the Crown (Topic Records, TOP 76) EP
- 1962 - Songs of Protest (Topic Records, TOP 82) EP
- 1963 - This Is The Ian Campbell Folk Group (Transatlantic Records, TRA 110)
- 1964 - Across the Hills (Transatlantic Records, TRA 118)
- 1964 - The Ian Campbell Folk Group (Decca Records, DFE 8592) EP
- 1964 - Presenting The Ian Campbell Folk Group (Contour Records, 2870 314)
- 1965 - Coaldust Ballads (Transatlantic Records, TRA 123)
- 1966 - A Sample of The Ian Campbell Folk Group (Transatlantic Records, TRA 128) EP
- 1966 - Contemporary Campbells (Transatlantic Records, TRA 137)
- 1966 - Four Highland Songs (Transatlantic Records, TRA 146) EP
- 1969 - Ian Campbell and The Ian Campbell Folk Group with Dave Swarbrick (Music for Pleasure Records, MFP 1349)

 Con Martin Carthy 
- 1965 - Martin Carthy (Fontana Records, TL/STL 5269)
- 1966 - Second Album (Fontana Records, TL/STL 5362)
- 1967 - Byker Hill (Fontana Records, STL 5434)
- 1988 - Right of Passage (Topic Records, 12TS 452)

 Con Julie Felix 
- 1966 - Changes (Fontana Records, STL 5368)

 Con A.L. Lloyd 
- 1966 - First Person (Topic Records, 12T118)
- 1971 - The Great Australian Legend: A Panorama of Bush Balladry and Song (Topic Records, 12T203)

 Con Nigel Denver 
- 1967 - Rebellion! (Decca Records, LK 4844)

 Con Ewan MacColl, Charles Parker e Peggy Seeger 
- 1967 - The Big Hewer (Argo Records, RG 538)
- 1967 - The Fight Game (Argo Records, RG 539)
- 1971 - The Travelling People (Argo Records, DA 133)

 Con i Fairport Convention 
- 1969 - Liege & Lief (Island Records, ILPS 9115)
- 1970 - Full House (Island Records, ILPS 9130)
- 1971 - Angel Delight (Island Records, ILPS 9162)
- 1971 - ''Babbacombe'' Lee (Island Records, ILPS 9176)
- 1973 - Rosie (Island Records, ILPS 9208)
- 1973 - Nine (Island Records, ILPS 9246)
- 1974 - Live (Island Records, ILPS 9285)
- 1975 - Rising for the Moon (Island Records, ILPS 9313)
- 1976 - Gottle O'Geer (Island Records, ILPS 9389)
- 1977 - Live at the L.A. Troubadour (Hannibal Records, HNBL 1319)
- 1977 - The Bonny Bunch of Roses (Vertigo Records, 9102 015)
- 1978 - Tipplers Tales (Vertigo Records, 9102 022)
- 1979 - Farewell, Farewell (Woodworm Records, BEAR 22)

 Con Vashti Bunyan 
- 1970 - Just Another Diamond Day (Philips Records, 6308 019)

 Con John Renbourn 
- 1970 - The Lady and the Unicorn (Transatlantic Records, TRA 224)

 Con Sandy Denny 
- 1972 - Sandy (Island Records, ILPS 9207)

 Con Brian Maxine 
- 1974 - Ribbon of Stainless Steel (Columbia Records, SCX 6575)

 Con Peter Bellamy 
- 1977 - The Transports (Free Reed Records, FRR 021/022) 2 LP
- 1979 - Both Sides Then (Topic Records, 12TS400)

 Con Bat McGrath 
- 1980 - Whatever Happened to Jousting? (Manana Records, MAN 1010)

 Con Whippersnapper 
- 1985 - Promises (WPS Records, WPS 001)
- 1987 - Tsubo (WPS Records, WPS 002)
- 1988 - These Foolish Strings (WPS Records, WPS 003)
- 1989 - Fortune (WPS Records, WPS 004)[2]

 Con Swarb's Lazarus 
- 2006 - Live & Kicking (Squiggle Records, SQUIGGLECD2)